# Refugi de Malniu
El Refugi de Malniu és un refugi de muntanya propietat de l'ajuntament de Meranges, situat al sud-est de l'estany Sec, a 2.128 m d'altitud, dins el terme municipal de Meranges, a la Cerdanya.

## Història
Va ser inaugurat l'any 1954. L'any 2015 es realitzen unes reformes per ampliar els dormitoris i les sala comuna. El refugi passa de tindre 20 places a 54. També es construeix uns lavabos secs a l'interior del refugi i un sistema de calefacció integral amb estufa de pèl·lets.

## Accessos
Els pobles més propers són Meranges, situat a 1:30 hores, i Guils de Cerdanya, situat a 2:30h, si el recorregut es fa a peu. El refugi més proper és el d'Engorgs, a una hora i mitja.
L'accés amb vehicle es fa per pista, des de Meranges, fins al refugi.

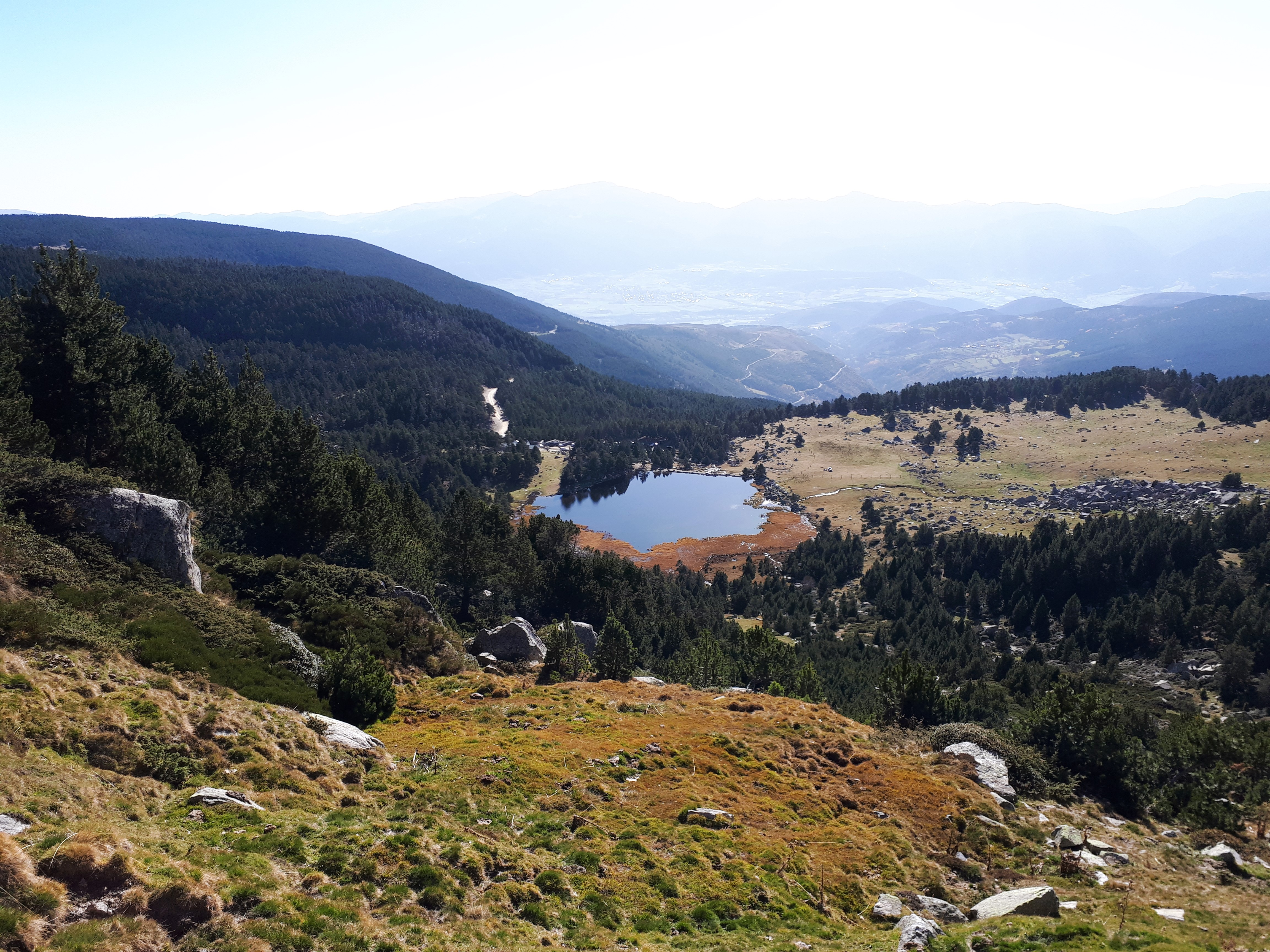
Vista del refugi des de dalt de l'estany ("Estany Sec") que hi ha al costat del refugi.

## Ascensions i travessies
Puigpedrós (2.914 m.). El sender de llarg recorregut GR-11 i la Ruta dels Estanys Amagats passen per aquest refugi.